# UFC Fight Night: Condit vs. Kampmann II
UFC Fight Night: Condit vs. Kampmann II (também conhecido como UFC Fight Night 27) foi um evento de artes marciais mistas promovido pelo Ultimate Fighting Championship, ocorrido no dia 28 de agosto de 2013 no Bankers Life Fieldhouse em Indianapolis, Indiana. O evento foi transmitido ao vivo na Fox Sports.

## Background
Esse foi o segundo evento do UFC no ano que será realizado em uma quarta-feira, saindo do padrão do UFC que era de sábado.
O evento também teve como evento principal a revanche entre Carlos Condit e Martin Kampmann, na primeira luta Kampmann venceu por decisão dividida.
Derrick Lewis e Nandor Guelmino eram esperados para se enfrentarem no evento, porém Lewis se lesionou e Guelmino foi movido para o UFC 165 para enfrentar Daniel Omielanczuk. Isso deu lugar à luta de leves entre Roger Bowling e Abel Trujillo, que acontecerá no evento.
A luta entre Bobby Voelker e James Head era esperada para acontecer nesse evento. Porém, em 11 de Julho, foi anunciado que Voelker substituiria Siyar Bahadurzada e enfrentaria Robbie Lawler em 27 de Julho de 2013 no UFC on Fox: Johnson vs. Moraga. O substituto de Voelker foi o americano Jason High.
O brasileiro Paulo Thiago era esperado para enfrentar Kelvin Gastelum nesse evento, mas uma lesão no joelho o forçou a ser retirado do card. O novo oponente de Gastelum é Brian Melancon.
Sarah Kaufman era esperada para enfrentar Sara McMann no evento, porém McMann teve que se retirar da luta por motivos pessoais desconhecidos.

## Bônus da noite
Os lutadores receberam US$50.000.
- Luta da Noite (Fight of the Night):  Carlos Condit vs.  Martin Kampmann
- Nocaute da Noite (Knockout of the Night):  Brandon Thatch
- Finalização da Noite (Submission of the Night):  Zak Cummings